# Acaxees

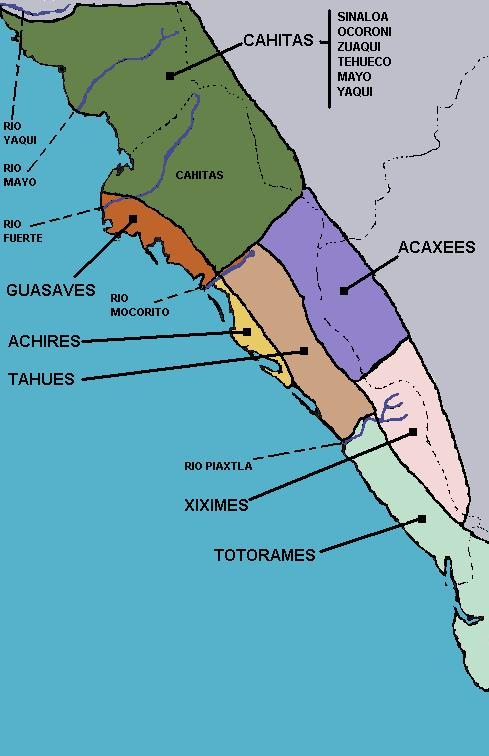
Sinaloa en 1530.

Los acaxees fueron un importante grupo de indígenas residentes en México. A la llegada de los españoles, habitaban la zona de la Sierra Madre Occidental, al este de Sinaloa y el noroeste de Durango.
Vivían agrupados  en familias extensas autónomas las unas de las otras, solo aceptando autoridades comunes en caso de necesidad militar, agrupándose en torno a un caudillo. Su estilo de vida era sedentario y conocían la agricultura, pero lo montañoso de la zona que habitaban hacía que las cosechas no fueran suficientes, por lo que dependían de la caza, pesca y recolección.
Los ritos religiosos de los acaxees estaban vinculados a la siembra, la caza, la pesca y la guerra. Se trataba de un pueblo militarista de los que los cronistas españoles afirman que practicaban el canibalismo con los cuerpos de los enemigos muertos en batalla, pero eso nunca fue comprobado. Eran vecinos de los xiximes, con quienes mantenían un estado de belicosidad permanente.
Fueron uno de los grupos que se resistieron a la conquista española. En diciembre de 1601, los acaxees, bajo el liderazgo de Perico, se levantaron contra el dominio castellano en lo que se ha denominado la Rebelión Acaxee. Fueron exterminados junto con los xiximes por las enfermedades que trajeron los españoles y su lucha constante con el imperio español.